# Marina Bay Sands
Pour les articles homonymes, voir Marina Bay.
Le Marina Bay Sands (en chinois : 濱海灣金沙酒店, et en tamoul : மரீனா பே சாண்ட்ஸ்) est un complexe commercial et hôtelier situé en face de Marina Bay à Singapour. À son ouverture en 2010, il est considéré comme l'hôtel-casino le plus cher du monde, avec un coût de 8 milliards de dollars singapouriens (soit 6,88 milliards de dollars américains),. Le complexe comprend un hôtel de 2 561 chambres, un centre de convention et d'exposition de 120 000 m2, un centre commercial nommé The Shoppes de 74 000 m2, un musée (l'ArtScience Museum), un grand théâtre, des restaurants de chefs célèbres, deux pavillons flottants en cristal, des expositions artistiques et scientifiques et le plus grand casino à atrium du monde avec 500 tables de jeu et 1 600 machines à sous. Le complexe est composé de trois tours et surmonté par le Sands Skypark, une passerelle aérienne de 340 mètres de long dotée d'une capacité d'accueil de 3 902 personnes et d'une piscine à débordement de 150 mètres, installée au sommet de la plus grande plateforme publique en porte-à-faux du monde, qui dépasse de 66,5 mètres de la tour nord,. L'ensemble est dessiné par l'architecte Moshe Safdie,.
Le complexe est une propriété du Las Vegas Sands en accord avec les autorités singapouriennes. L'ouverture du Marina Bay Sands était initialement prévue pour 2009, mais sa construction a pris du retard en raison de la hausse des coûts de ses matériaux et du manque de main-d'œuvre lors de la crise économique de 2007-2008. Ce contexte a poussé le Las Vegas Sands à mettre en attente tous ses autres projets afin de finaliser celui-ci. Le casino est ouvert le 27 avril 2010, suivi par le complexe hôtelier et le SkyPark les 23 et 24 juin 2010 à l'occasion d'une fête inaugurale de deux jours. Le théâtre nouvellement inauguré accueille une représentation de Riverdance le 30 novembre. La patinoire intérieure, qui utilise de la glace artificielle, est ouverte au public après une performance de Michelle Kwan le 18 décembre. Le complexe est officiellement ouvert le 17 février 2011. Par la suite, l'ArtScience Museum ouvre ses portes à la suite d'un spectacle de lumières, de lasers et d'eau de 13 minutes intitulé Wonder Full le 19 février 2011, et les pavillons flottants ouvrent le 18 et le 22 septembre 2011, lorsque leurs occupants respectifs (Louis Vuitton et le Pangea Club) ont fini de s'installer.
Une quatrième tour est en projet, dont la construction est annoncée pour l'horizon 2028 avec un coût estimé à 4,5 milliards de dollars singapouriens (3,3 milliards de dollars américains). Ce plan d'expansion est annoncé au début du mois d'avril 2019. La nouvelle tour devrait comprendre 1 000 chambres d'hôtel supplémentaires et une salle de concert dotée de 15 000 places assises.

## Situation et accès
Le Marina Bay Sands se trouve sur Pulau Ujong, au sud de Singapour dans le quartier de Downtown Core. Il surplombe la Marina Bay.
Le complexe est desservi par la station Bayfront (Circle line et Downtown line) du métro de Singapour, par les lignes de bus 97/97e, 106, 133, 502/502A et 518/518A et par bateau à destination du Grand Copthorne Waterfront, du Raffles' Landing Side, du Boat Quay, de River Side Point et du Robertson Quay.

## Histoire

### Contexte

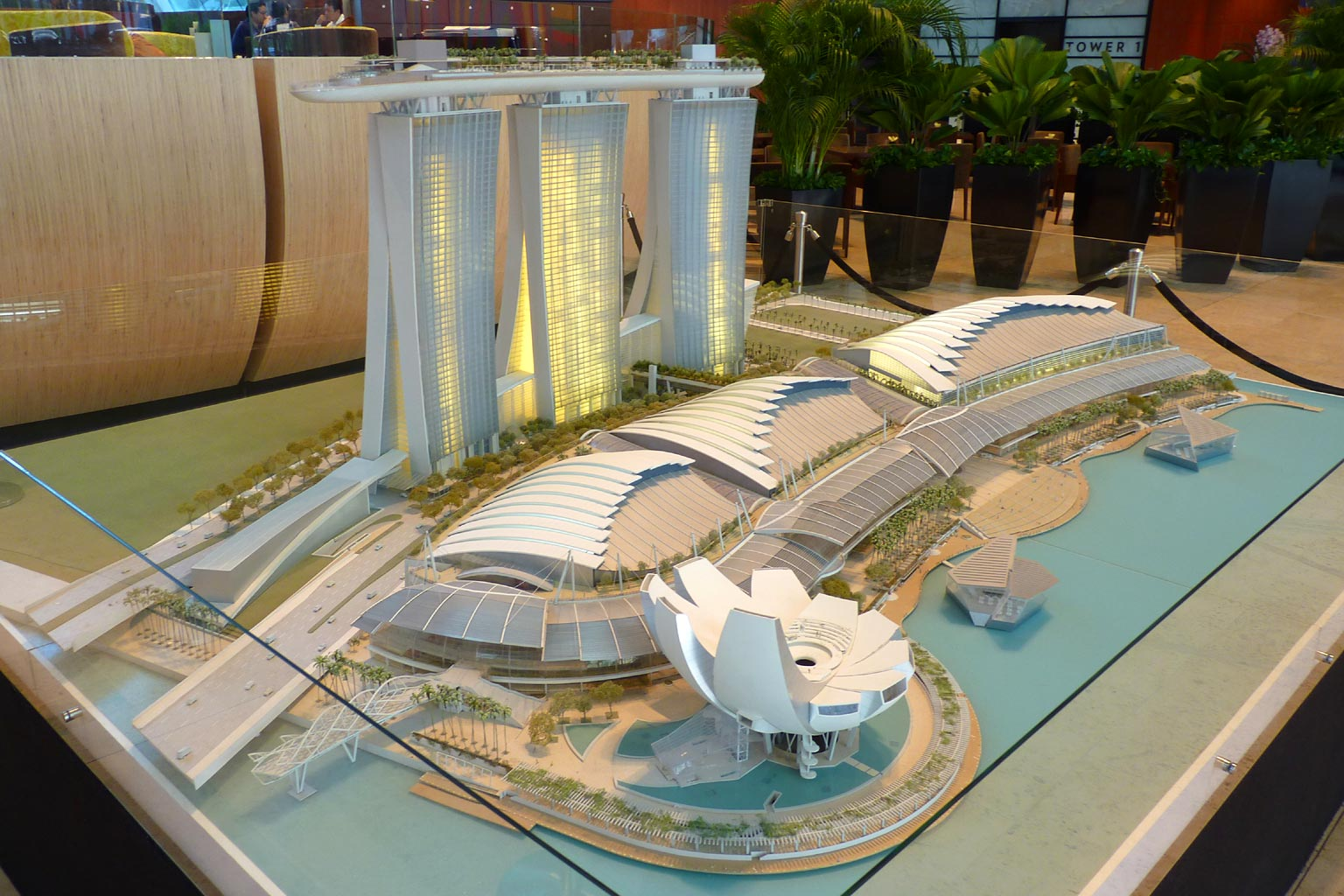
Une maquette du Marina Bay Sands.

Le Marina Bay Sands est l'un des deux projets retenus pour la construction de grands complexes hôteliers à Singapour, l'autre étant le Resorts World Sentosa (en) qui comprend un parc à thèmes familial d'Universal Studios (Universal Studios Singapore). Ces deux structures de grande ampleur ont été conçues afin de répondre aux objectifs économiques et touristiques de Singapour sur la prochaine décennie. Ils détiennent des licences de casino d'une durée de 30 ans, sachant qu'ils étaient les seuls casinos du pays pendant les 10 premières années. Les candidats au projet ont été jugés sur quatre critères : l'attrait et la contribution touristique, le concept et le dessin architectural, l'investissement pour le développement et la force des consortium et des partenaires.
Le 27 mai 2006, le projet du Las Vegas Sands est retenu par le comité. Finalement, l'hôtel a concouru seul, après que son partenaire initial City Developments Limited, qui proposait de financer 15 % du bâtiment, se soit retiré du partenariat alors que la sélection en était à sa deuxième phase. Le PDG de city Developments Ltd. a déclaré que son entreprise s'était retirée en raison de plusieurs facteurs, notamment la lenteur des réponses de ses filiales, mais aussi le refus de certaines d'entre elles de coopérer avec les autorités singapouriennes.

### Investissements

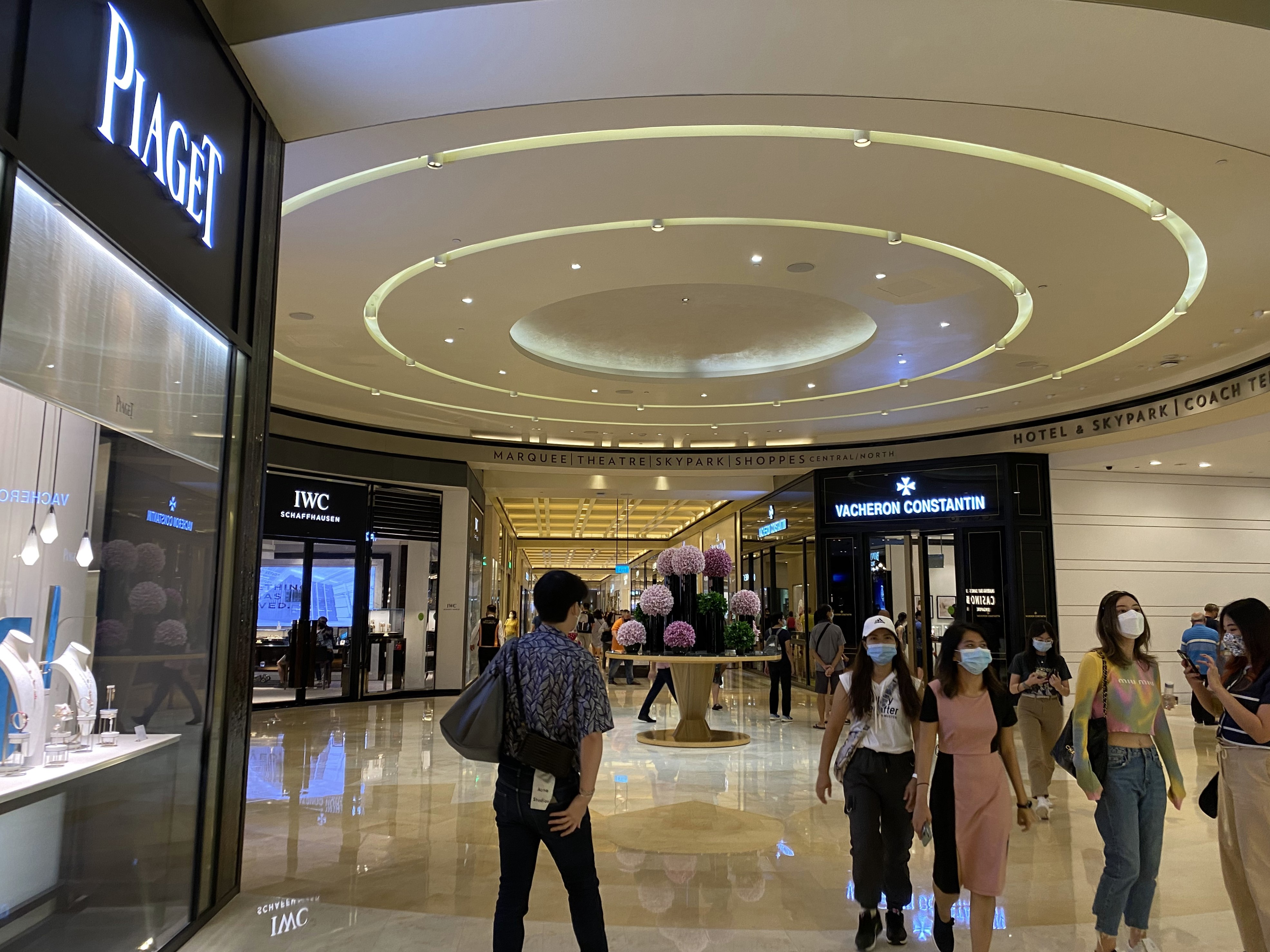
Des visiteurs dans le centre commercial en 2022.

Le Las Vegas Sands prévoyait d'investir 3,85 milliards de dollars singapouriens dans le projet, sans compter l'achat pour 1,2 milliard de dollars singapouriens du terrain de 560 000 m2. Avec la hausse des coûts des matériaux, notamment du sable et de l'acier, ainsi que les pénuries de main d'œuvre en raison des multiples autres chantiers de grande ampleur du pays, Sheldon Adelson estime l'investissement total à 8 milliards de dollars singapouriens en juillet 2009.
Le Las Vegas Sands a par la suite déclaré que ce projet était « l'un des projets de construction les plus ambitieux au monde et certainement le complexe le plus cher jamais construit ». Ses dirigeants espéraient que le casino puisse générer au moins 1 milliard de dollars de bénéfices annuels. Deux mois après la première phase d'ouverture du complexe, le casino accueillait environ 25 000 visiteurs quotidiens, dont un tiers étaient des Singapouriens ou des résidents permanents qui payaient une taxe d'entrée de 150 dollars par jour ou un abonnement annuel de 3 000 dollars. Près d'un demi-million de joueurs sont passés dans le casino en juin 2010. Au troisième trimestre 2012, les revenus du Marina Bay Sands ont chuté de 28 % par rapport à l'année précédente.
En ce qui concerne l'économie, il était estimé que le Marina Bay Sands apporterait 2,7 milliards de dollars au produit intérieur brut de Singapour d'ici à 2015, qu'il emploierait directement 10 000 personnes et que 20 000 emplois seraient créés dans d'autres secteurs d'activité.
Le 3 avril 2019, le Las Vegas Sands annonce une expansion de 3,3 milliards de dollars du Marina Bay Sands. Cette expansion comprend la construction d'une quatrième tour pour l'hôtel contenant 1 000 suites luxueuses et une salle de concert de 15 000 places assises.
Alors que le développement du Marina Bay Sands apparaît comme une avancée majeure de l'urbanisation de Singapore, le prix de son terrain est fixé par le gouvernement. Cela marque une rupture avec ce qui se faisait habituellement dans le pays, c'est-à-dire que celui qui faisait la proposition la plus élevée remportait le terrain,.

### Architecture et construction

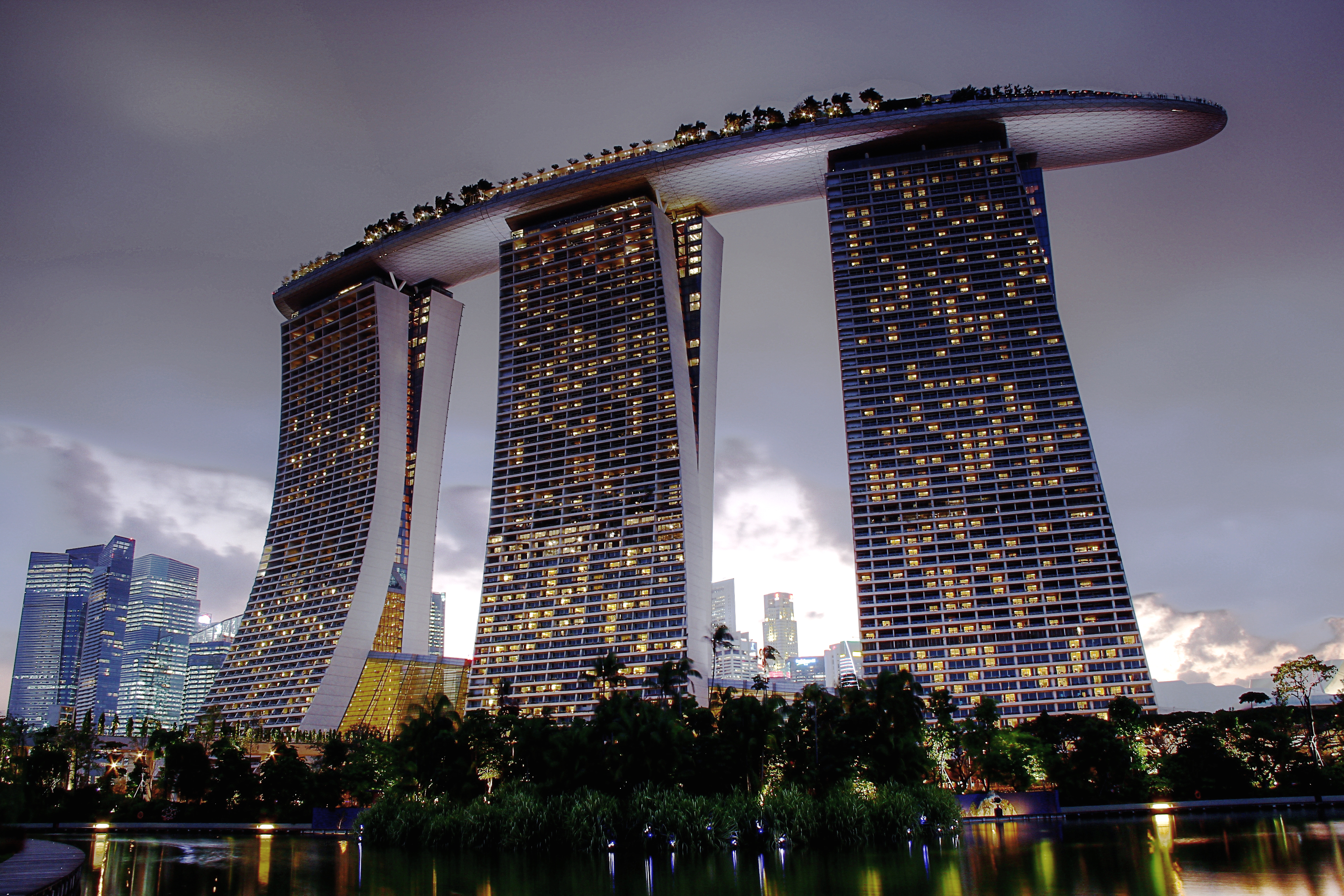
La forme des tours rappelle celle d'un jeu de cartes.

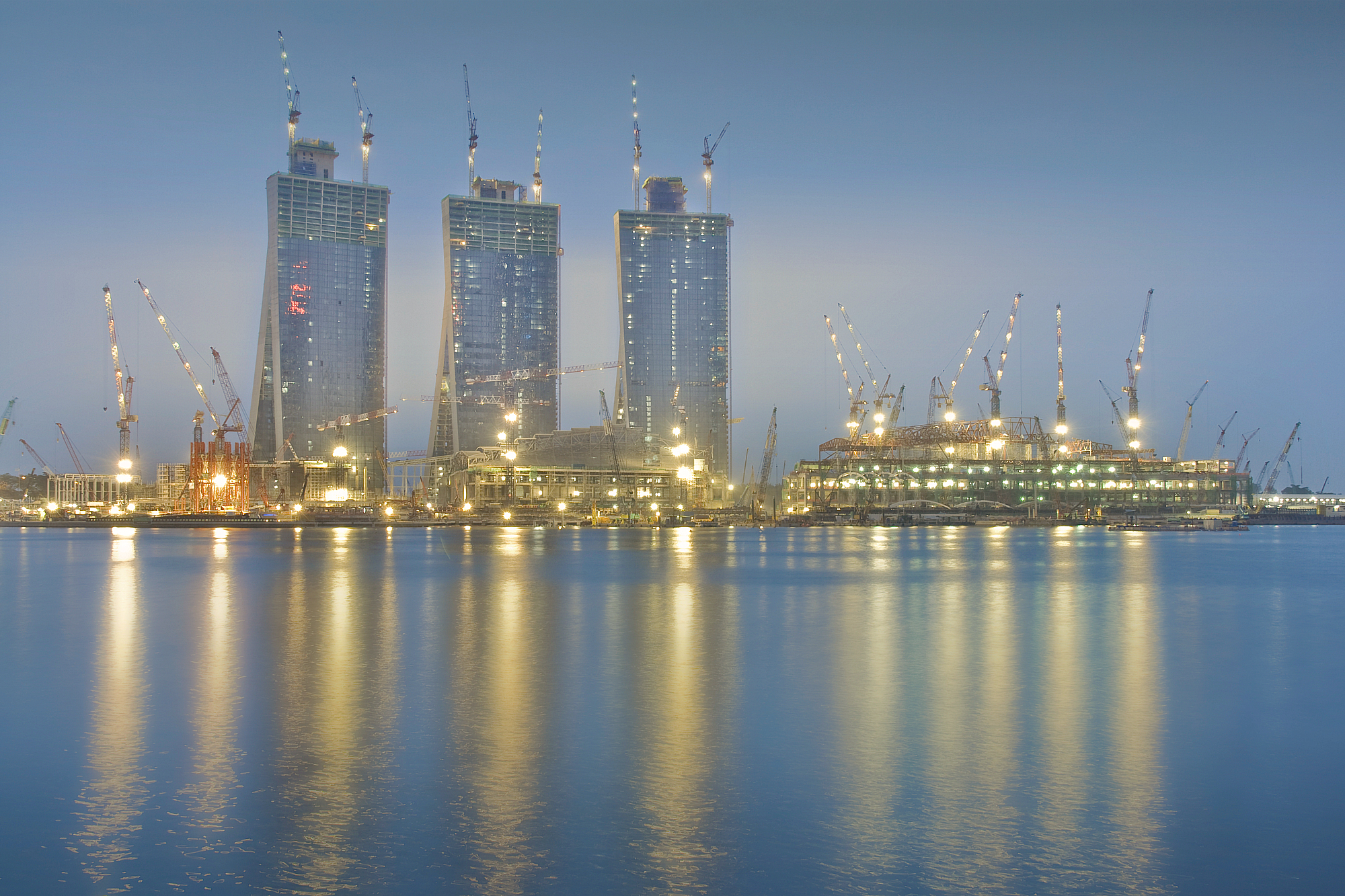
L'hôtel en construction en août 2009.

Le Marina Bay Sands est imaginé par l'architecte Moshe Safdie, qui dit s'être inspiré de la forme des jeux de cartes. Le bâtiment se distingue par la présence de trois tours de 55 étages comprenant chacune 2 500 chambres et suites d'hôtel. Un grand hall au rez-de-chaussée relie les trois tours. Le casino dispose d'un atrium central d'une hauteur de quatre étages et réunit une multitude de jeux d'argent et d'animations. En plus de l'hôtel et du casino, le complexe est également doté de l'ArtScience Museum d'une superficie de 19 000 m2 et d'un centre de convention de 110 000 m2 avec une capacité d'accueil de 45 000 personnes. Safdie s'est également entouré de conseillers en feng shui, dont Chong Swan Lek et Louisa Ong-Lee,. Aedas est chargé du recrutement de tous les consultants, de la coordination et de la supervision de la conception. La conception de la structure est assurée par les ingénieurs d'Arup et de Parsons Brinckerhoff. Le principal constructeur du bâtiment est Ssangyong Engeneering and Construction,.

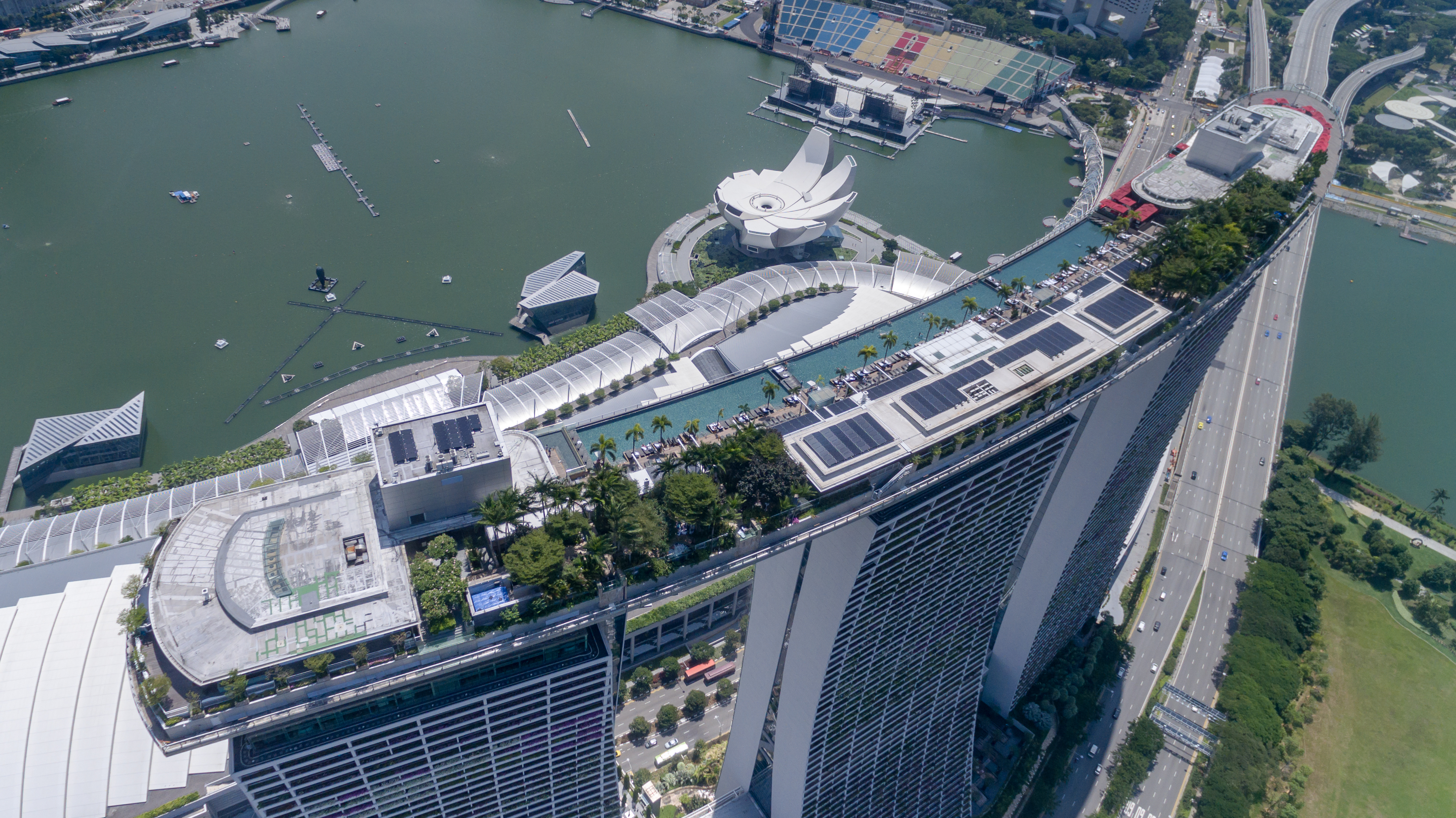
Le SkyPark en 2017.

Les trois tours sont plus larges à leur base et plus élancées vers le haut de la structure. Chaque tour est composée de deux parties asymétriques dont la forme incurvée les fait s'appuyer l'une contre l'autre, ce qui représente un véritable défi technique. Des structures temporaires de soutien ont été ajoutées aux tours lors de leur construction et des mesures fréquentes des niveaux ont été nécessaires pour assurer la bonne érection de ces tours.
Les trois tours sont surmontées du SkyPark, une terrasse surélevée de trois acres dotée de piscines, de jardins et d'une grande promenade. Cette structure permet de réunir les sommets des trois tours de l'hôtel, et dépasse de la tour nord. L'armature du SkyPark est préfabriquée en usine, puis divisée en 14 sections et assemblée en haut du bâtiment. Sa principale particularité est l'Infinity pool, la plus longue piscine en hauteur du monde, une piscine à débordement de 150 mètres de longueur et de 12 400 m2, à 200 mètres de hauteur,,. Celle-ci est conçue par le cabinet Denniston de Jean-Michel Gathy. L'entreprise VSL International a hissé le pont supérieur. Il y a quatre dispositifs permettant au complexe de bouger naturellement sans subir de dégâts. Au-delà de la protection contre le vent, les ingénieurs ont également prémuni le bâtiment contre son enfoncement dans la terre, lui permettant d'être réhaussé de quelques centimètres à l'aide d'un système de vérins hydrauliques.

### Inauguration
Le Marina Bay Sands devait initialement être construit entièrement en 2009, mais la hausse des coûts des matériaux et la crise économique de 2007-2008 ont poussé l'entreprise à l'ouvrir en plusieurs étapes. La première phase d'ouverture est décalée jusqu'au 27 avril 2010, jour où le casino, une partie du centre de convention et des Shoppes ainsi que 963 chambres d'hôtel ont été ouvertes dans l'après-midi. L'ouverture officielle repoussée jusqu'au 23 juin 2010. Le reste du complexe est encore en construction, et n'ouvre entièrement que le 17 février 2011.
Le 23 juin 2010, le complexe organise une inauguration officielle de deux jours qui comprend l'ouverture du SkyPark, de l'Event Plaza, de magasins, de restaurants et de toutes les autres chambres d'hôtel. Le premier jour, un « championnat mondial d'escalade » sur la façade vitrée du bâtiment jusqu'au SkyPark avec sept équipes d'escalade en milieu naturel et un concert nocturne pour 4 000 invités et clients proposé par Kelly Rowland et Sylvia Ratonel. Le SkyPark ouvre ses portes le lendemain à 14 heures, avec la vente d'environ 2 000 tickets à 20 dollars singapouriens chacun.
L'Inter-Pacific Bar Association (IPBA) organise le premier cycle de conférences du centre de convention du Marina Bay Sands entre le 2 et le 5 mai 2010, mais l'évènement est entaché par des installations incomplètes et par une coupure de courant survenue en plein discours. L'IPBA refuse de payer les 300 000 dollars singapouriens pour la location de la salle et est attaqué en justice par le Marina Bay Sands. En juin, l'IPBA contre-attaque, décrivant la salle comme un « désastre complet ». Un accord à l'amiable est passé entre les deux entités en août,.
Le théâtre est construit juste à temps pour accueillir une représentation du spectacle Riverdance le 30 novembre 2010. La comédie musicale Le Roi lion y est jouée du 3 mars au 30 octobre 2011. L'ArtScience Museum, en forme de lotus, ouvre ses portes au public à 10 heures du matin le 19 février 2011. Les pavillons flottants de Louis Vuitton et du Pangea Club ouvrent leurs portes les 18 et 22 septembre 2011.

## Description
Le Marina Bay Sands dispose de trois tours d'hôtel de 55 étages dont la construction est aboutie en juillet 2009. Ces trois tours sont connectées par un toit-terrasse d'un hectare, le SkyPark. La plateforme d'observation offre des vues panoramiques sur l'ensemble de la baie.
Devant les trois tours se trouvent le théâtre, la salle de convention et d'exposition et le casino, qui comporte 1 000 tables à jeu et 1 400 machines à sous. Pour pouvoir entrer dans le casino, les Singapouriens et les résidents permanents doivent s'acquitter d'une taxe de 150 dollars singapouriens pour une entrée simple et de 2 000 dollars singapouriens pour un abonnement annuel. Le 4 avril 2019, l'abonnement annuel augmente à 3 000 dollars singapouriens.
L'ArtScience Museum est construit à proximité de ces trois salles dans la forme d'un lotus. Son toit est rétractable, et fournit une cascade d'eau de pluie stockée. La nuit, des jeux de lumière illuminent le musée. Devant la salle de convention se trouve le Wonder Full, le plus grand jeu de lumière et d'eau d'Asie du Sud-Est, produit par Laservision. En 2024, un autre spectacle nocturne du même genre d'un quart d'heure intitulé Spectra a été joué à sa place.
Le SkyPark dispose de la plus grande piscine surélevée du monde, avec un débordement de 146 mètres de long situé à 191 mètres du sol. Cette piscine, divisée en trois parties, a une armature de 191 000 kg en acier inoxydable et peut retenir jusqu'à 1 425 m3 d'eau. Le SkyPark dispose également de boîtes de nuit comme le Lavo et la Cé La Vi, de jardins, de centaines d'arbres et de plantes et d'une plateforme d'observation située sur l'avancée de la terrasse sur la tour nord. Elle offre une vue à 360 degrés sur Singapour. Le SkyPark est uniquement accessible aux clients de l'hôtel pour des raisons de sécurité.
The Shoppes est le principal centre commercial de Marina Bay Sands, avec près de 93 000 m2 d'espace commercial et plus de 300 magasins dont ceux de Ralph Lauren, Chanel, Cartier, Prada, Gucci, Hermès, Emporio Armani, Chopard, Valentino, Dior, Dunhill, Vertu, Yves Saint Laurent, Salvatore Ferragamo, Montblanc, Blancpain, Vera Wang ou encore Hervé Léger.
Un canal traverse les Shoppes dans la longueur, tout comme dans le Venetian de Las Vegas. Des balades en sampan sont proposées sur le canal, de la même manière que le Venetian propose des balades en gondole. Au sein des Shoppes se trouvent aussi six des dix restaurants de chefs célèbres — Bread Street Kitchen (par Gordon Ramsay), Cut (par Wolfgang Puck), Waku Ghin (par Tetsuya Wakuda (en)), Pizzeria and Osteria Mozza (par Mario Batali), Long Chim (par David Thompson (en)) et DB Bistro & Oyster Bar (par Daniel Boulud).
La partie nord des Shoppes abritait la patinoire du complexe, qui utilisait de la glace artificielle. En 2017, elle est remplacée par une exposition d'art digital.
Le complexe est également doté de deux pavillons flottants. L'un des pavillons accueille deux boîtes de nuit (Avalon et Pangea) tandis que l'autre héberge une grande boutique Louis Vuitton. Ce magasin de 1 900 m2 est relié aux Shoppes grâce à un tunnel subaquatique. Les deux pavillons ont ouvert en 2011, juste avant que la saison 2011 de Formule 1 n'arrive sur le Marina Bay Street Circuit. Après le départ des deux boîtes de nuit du premier pavillon, le troisième Apple Store de Singapour y ouvre ses portes en 2020,.

## Controverses
En 2010, environ un mois avant l'ouverture du Marina Bay Sands, Reuters déclare que le complexe a des liens avec des réseaux criminels de Hong Kong opérant à Macao, s'appuyant sur des documents juridiques cités dans une affaire de tentative de meurtre. Plusieurs criminels du groupe Wo Hop To ont été emprisonnés dans le cadre de cette affaire. Plusieurs témoins ont certifié que le cerveau de l'opération était Cheung Chi-tai, qui détenait une chambre VIP liée à la tentative de meurtre dans le casino de Sands Macao. Cheung était également le chef du groupe criminel. Le National Solidarity Party de l'opposition et les commentateurs médiatiques ont soulevé des craintes quant aux éventuels liens de l'hôtel de Singapour avec les organisations criminelles,,.
En juin 2020, les médias annoncent que le Marina Bay Sands fait l'objet d'une enquête menée par le département américain de la Justice à la suite d'allégations de violations de la réglementation anti-blanchiment d'argent.

### Publicisation des gains
En 2011, le Marina Bay Sands décide d'arrêter ses campagnes de publicisation des détails des gagnants et de leurs gains obtenus dans son casino sur son site internet. Le ministre du Développement communautaire, de la Jeunesse et des Sports de l'époque Vivian Balakrishnan avait auparavant annoncé son ambition de faire supprimer ce type de publicité dans le pays.
Les pages web en question étaient intitulées « Célébrons Avec les Gagnants » et mettaient en avant les noms des gagnants, les machines sur lesquels ils avaient joué et les montants de leurs gains.

### Jackpot de 2011
À la fin de l'année 2011, le Marina Bay Sands est entré en conflit avec Choo Hong Eng sur le montant des gains qu'elle avait remportés le 18 octobre 2011. Le jackpot en question était de 416 721,12 dollars singapouriens. Un manager du casino a considéré qu'il s'agissait d'une erreur de la part de la machine. Lors des négociations, le casino lui a proposé de lui offrir une voiture de 258 962 dollars singapouriens en compensation. Après avoir refusé, Choo a embauché un avocat pour réclamer l'intégralité de ses gains au Marina Bay Sands. Plusieurs jours plus tard, le casino a accepté de lui verser la somme totale.
L'autorité de régulation des casinos de Singapour a adressé une sanction au casino pour ne pas avoir entretenu correctement sa machine, bien qu'il ait reconnu que le casino n'a jamais tenté de priver Choo de ses gains. D'après certains médias, elle aurait donné l'intégralité de ses gains à des organismes de charité.

### Fuite de données
En fin octobre 2023, le Marina Bay Sands déclare être victime d'une fuite de données de quelques 665 000 membres d'un programme de fidélité de son centre commercial. Le Marina Bay Sands annonce que les données personnelles de ces membres ont été visitées par un visiteur tiers inconnu. Bien qu'aucun mal n'ait été fait aux propriétaires de ces informations, plusieurs noms, adresses mails et numéros de téléphone ont été utilisés dans des campagnes de phishing ou de scam. L'incident a été rapporté aux autorités compétentes.

## Dans la culture populaire
- Les tours du Marina Bay Sands sont apparues à de nombreuses reprises dans les différentes franchises de The Amazing Race, et notamment la quatrième saison de l'édition asiatique[66], la première saison de l'édition australienne[67], la deuxième saison de l'édition israélienne[68] et la vingt-cinquième saison de l'édition américaine originale[69]. Toutes comprenaient une épreuve de funambulisme entre deux des tours du complexe. Le SkyPark est utilisé comme une ligne d'arrivée lors de la première saison de l'émission britannique Race Across the World[70].
- Une version partiellement détruite du bâtiment est représentée dans le jeu vidéo de 2015 Call of Duty: Black Ops III, qui se déroule 10 ans après qu'un désastre biochimique ait rendu la quasi totalité de l'est de la ville inhabitable[71].
- L'hôtel apparaît dans le film de 2015 Hitman: Agent 47 aux côtés des Gardens by the Bay[72].
- La bande-annonce du film de 2016 Independence Day: Resurgence contient une scène qui décrit la destruction du bâtiment après qu'il a été attiré par le champ gravitationnel d'un vaisseau extraterrestre[73]. Il est également inclus dans le film de 2018 Crazy Rich Asians, à la fois dans le panorama filmé de la ville au début du film et dans un plan plus serré à la fin de celui-ci.
- Les versions neuves et partiellement détruites de la structure sont incluses dans le film d'animation de 2019 Détective Conan : Le Poing de saphir bleu dans l'ouverture, plusieurs parties du film et dans les crédits de fin[74].
- Dans le jeu vidéo Mario Kart Tour, la première version de la piste Poursuite à Singapour conduit les voitures à rouler sur une plateforme en haut du Marina Bay Sands et dans la piscine à débordement, où plusieurs Goombas font partie des obstacles. Une version ultérieure de la piste conduit les voitures sur le toit de l'ArtScience Museum. La piste est réutilisée dans le jeu Mario Kart 8 Deluxe en tant que dernière course de la Coupe Boomerang et combine les trois éléments cités précédemment[75].
- Lego a commercialisé une version miniature des bâtiments de Singapour, intitulé Singapour 21057 dans leur thème Architecture. Cet ensemble comprend la plupart des bâtiments iconiques de la ville, dont le Marina Bay Sands[76].

## Galerie

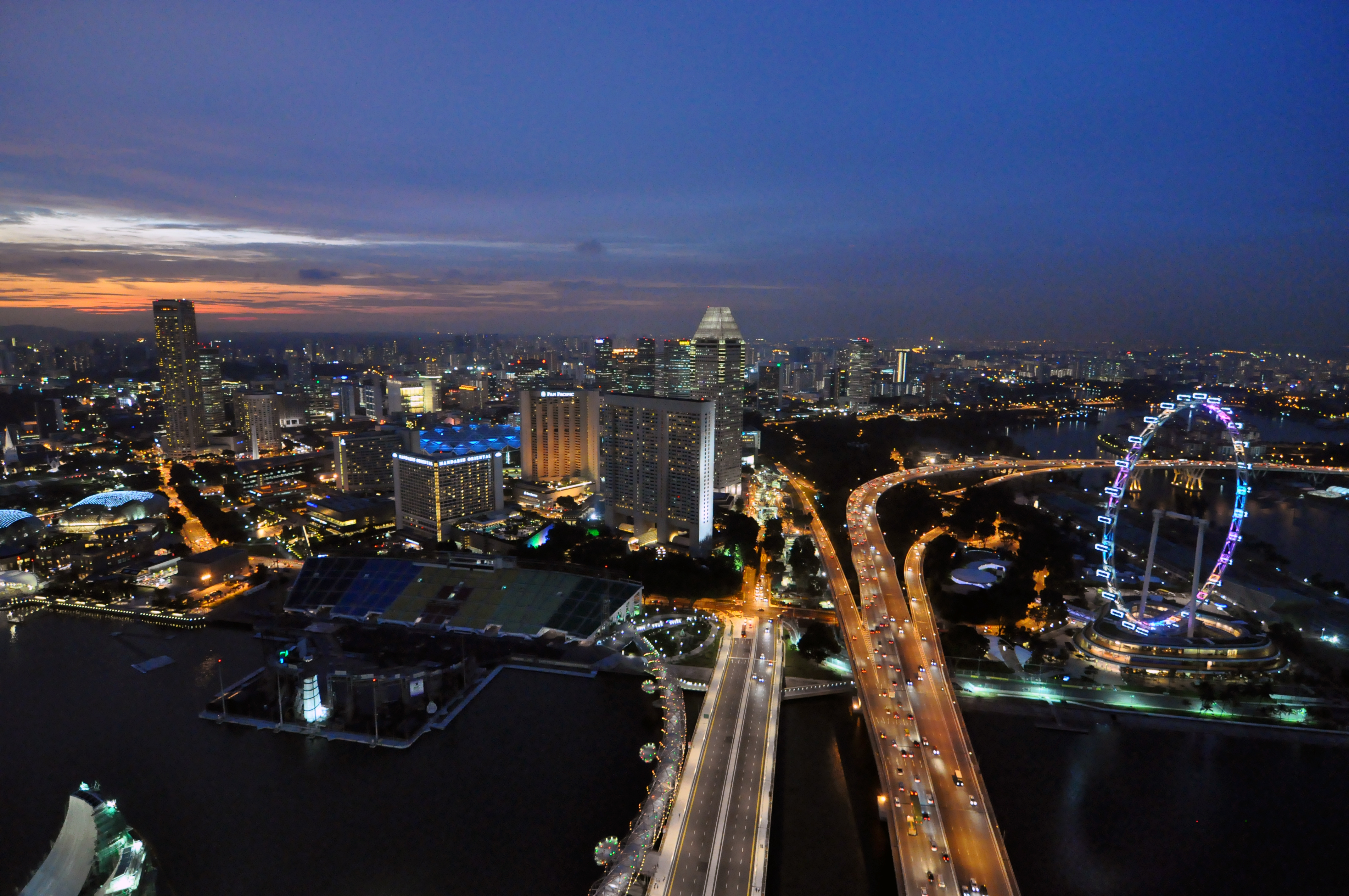
Singapour vu du SkyPark en 2010.
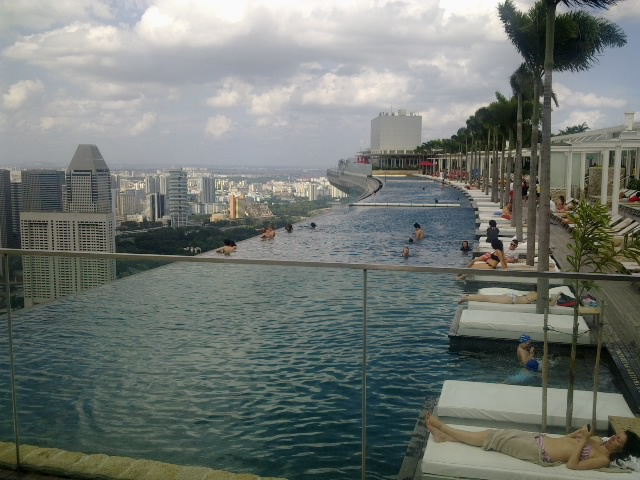
La piscine à débordement.
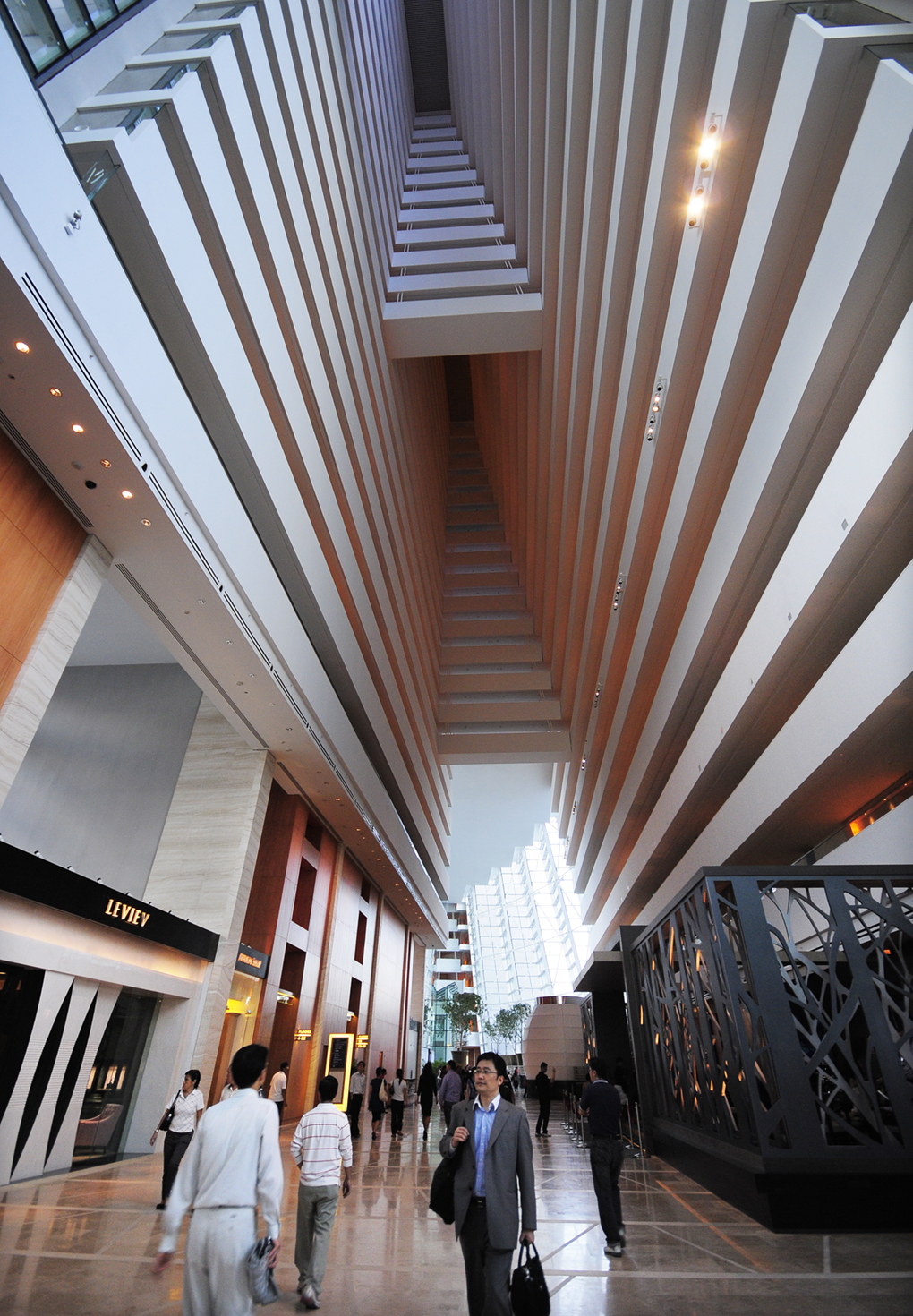
Entre les tours.
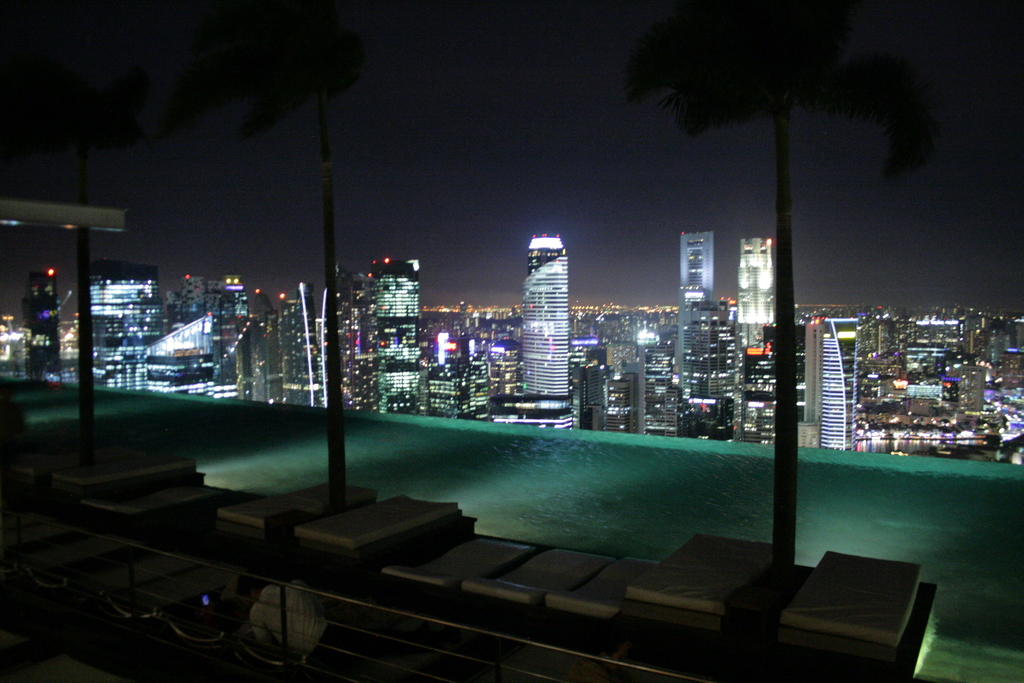
La piscine de l'hôtel de nuit.
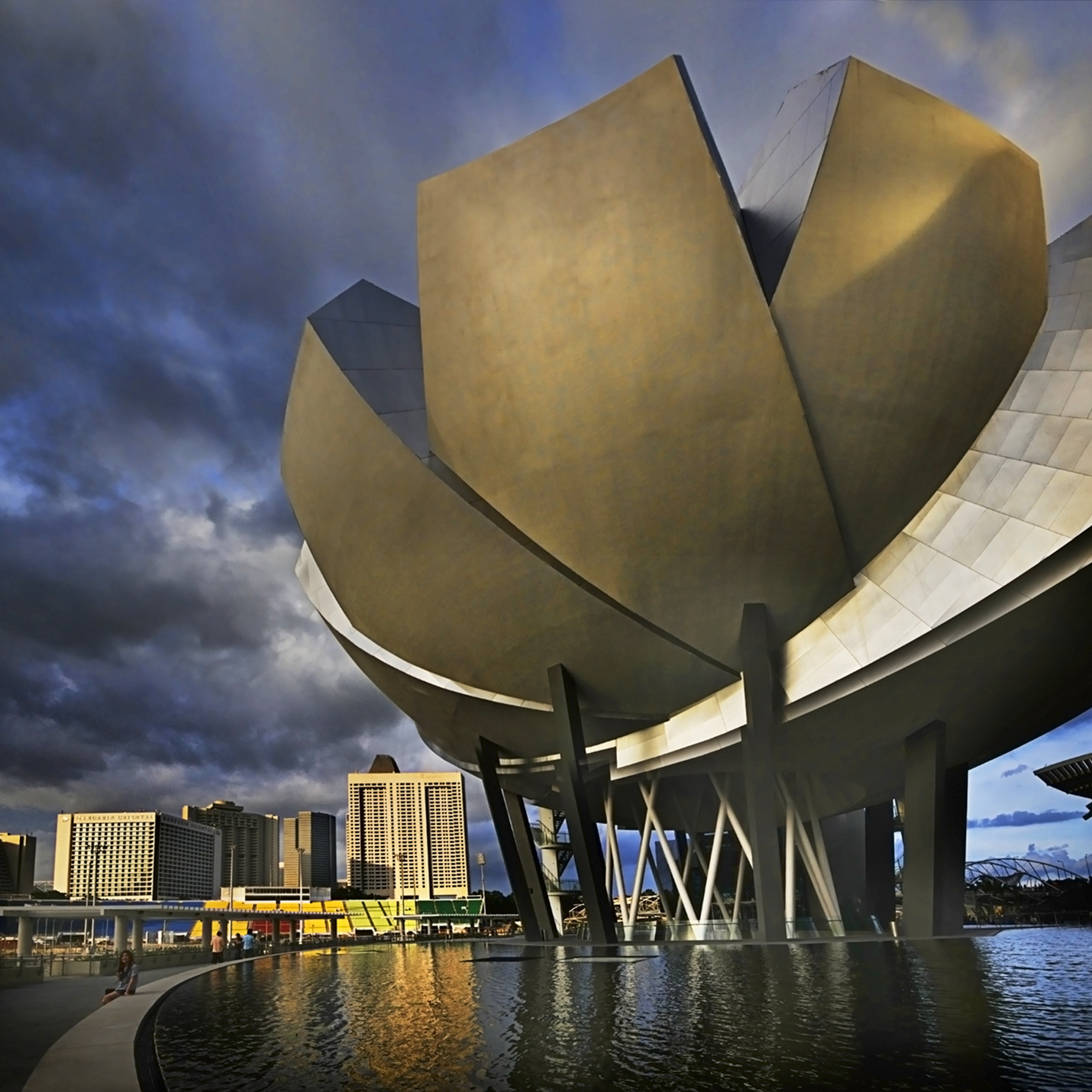
L'ArtScience Museum.
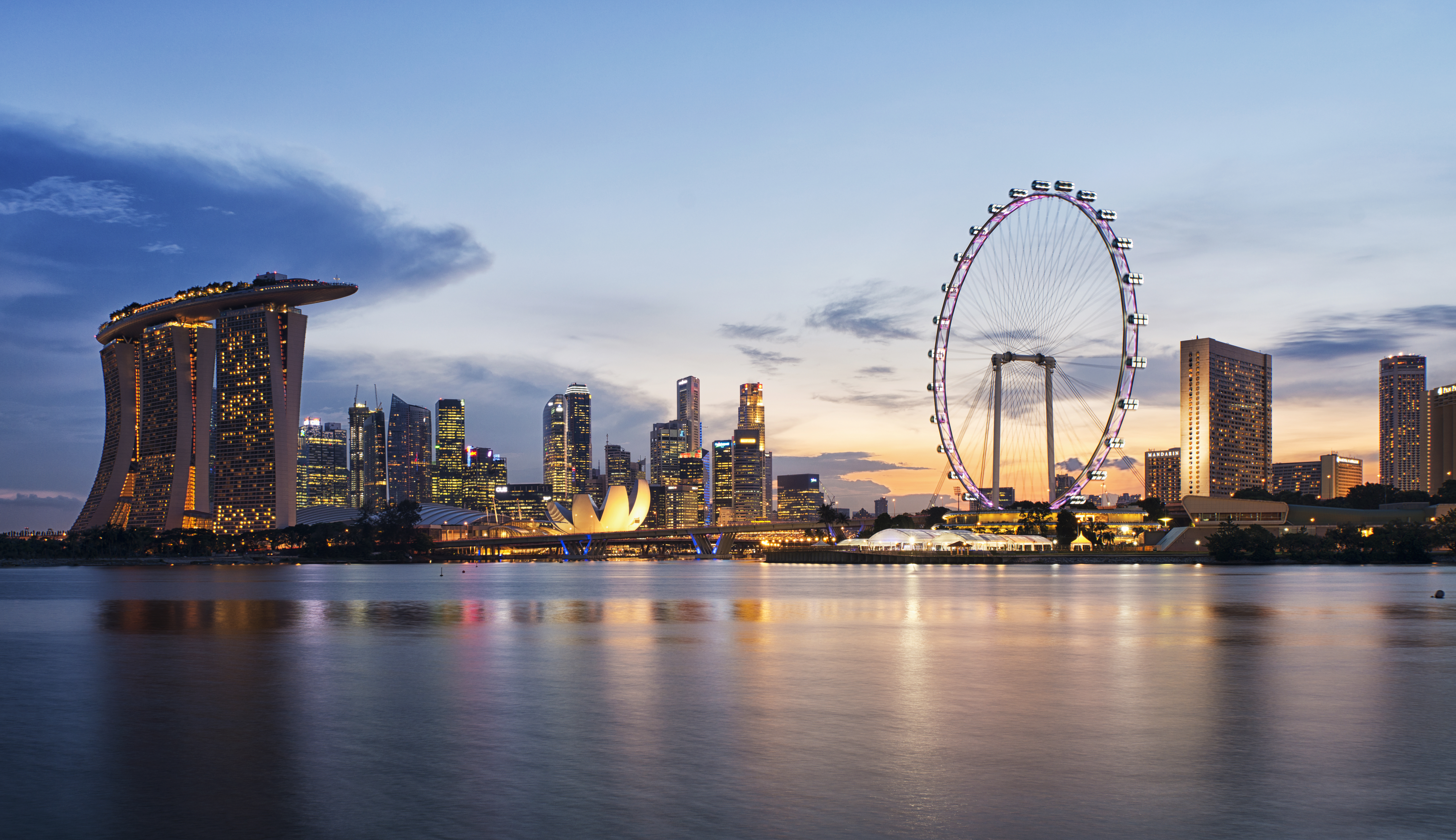
Le complexe vu de la baie.